# Campionati africani di judo 2017
I Campionati africani di judo 2017 sono stati la 26ª edizione della competizione organizzata dalla African Judo Union.
Si sono svolti ad Antananarivo, in Madagascar, dal 14 al 16 aprile 2017.

## Partecipanti
Hanno partecipato ai campionati 133 judoka in rappresentanza di 22 federazioni affiliate all'African Judo Union.
- Algeria (20)
- Angola (6)
- Burkina Faso (5)
- Burundi (1)
- Camerun (20)
- RD del Congo (2)
- Egitto (13)
- Gabon (2)
- Ghana (1)
- Guinea (9)
- Guinea-Bissau (2)
- Costa d'Avorio (5)
- Kenya (9)
- Madagascar (20)
- Mali (6)
- Mauritius (11)
- Marocco (13)
- Mozambico (2)
- Senegal (13)
- Seychelles (2)
- Sudafrica (13)
- Tunisia (12)

## Medagliere
| Pos.   | Paese          | Oro | Argento | Bronzo | Totale |
| ------ | -------------- | --- | ------- | ------ | ------ |
| 1      | Algeria        | 9   | 5       | 6      | 20     |
| 2      | Tunisia        | 3   | 6       | 1      | 10     |
| 3      | Egitto         | 2   | 2       | 6      | 10     |
| 4      | Marocco        | 2   | 0       | 4      | 6      |
| 5      | Camerun        | 1   | 1       | 5      | 7      |
| 6      | Guinea-Bissau  | 1   | 0       | 0      | 1      |
| 7      | Senegal        | 0   | 1       | 8      | 9      |
| 8      | Gambia         | 0   | 1       | 0      | 1      |
| 8      | Mauritius      | 0   | 1       | 0      | 1      |
| 10     | Costa d'Avorio | 0   | 0       | 2      | 2      |
| 11     | Angola         | 0   | 0       | 1      | 1      |
| 11     | Sudafrica      | 0   | 0       | 1      | 1      |
| Totale | Totale         | 18  | 18      | 36     | 72     |

## Podi

### Uomini
| Evento         | Oro                     | Argento             | Bronzo                                   |
| fino a 60 kg   | Fraj Dhuibi             | Mohamed Rebahi      | Mohamed Jafy Yassine Moudatir            |
| fino a 66 kg   | Houd Zourdani           | Wail Ezzine         | Ahmed Abelrahman Siyabulela Mabulu       |
| fino a 73 kg   | Mohamed Mohyeldin       | Faye Njie           | Oussama Djeddi Omar Mahmoud              |
| fino a 81 kg   | Mohamed Abdelaal        | Abdelaziz Ben Ammar | Saliou Ndiaye Ali Hazem                  |
| fino a 90 kg   | Oussama Mahmoud Snoussi | Dieudonne Dolassem  | Abderrahmane Benamadi Hatem Abd El Akher |
| fino a 100 kg  | Lyes Bouyacoub          | Ramadan Darwish     | Koffi Kreme Kobena Baboukar Mane         |
| oltre 100 kg   | Nadjib Temmar           | Maisara Elnagar     | Mbagnick Ndiaye Maisara Elnagar          |
| Open           | Nadjib Temmar           | Mbagnick Ndiaye     | Dieudonne Dolassem Maisara Elnagar       |
| Gara a squadre | Algeria                 | Tunisia             | Camerun Egitto                           |

### Donne
| Evento         | Oro                              | Argento              | Bronzo                                         |
| fino a 48 kg   | Taciana Cesar                    | Olfa Saoudi          | Philomene Bata Aziza Chakir                    |
| fino a 52 kg   | Meriem Moussa                    | Christianne Legentil | Faiza Aissahine Ikram Soukate                  |
| fino a 57 kg   | Ghofran Khelifi                  | Ratiba Tariket       | Zouleiha Abzetta Dabonne Diassonema Mucungui   |
| fino a 63 kg   | Soufia Belattar                  | Meriem Bjaoui        | Helene Wezeu Dombeu Amina Belkadi              |
| fino a 70 kg   | Assmaa Niang                     | Imene Agouar         | Souad Bellakehal Nihel Bouchoucha              |
| fino a 78 kg   | Kaouthar Ouallal                 | Sarra Mzougui        | Georgette Sagna Audrey Dilane Njepang Njapa    |
| oltre 78 kg    | Sonia Asselah                    | Sahar Trabelasi      | Hortence Vanessa Mballa Antangana Monica Sagna |
| Open           | Hortence Vanessa Mballa Atangana | Sonia Asselah        | Kariman Shafik Monica Sagna                    |
| Gara a squadre | Algeria                          | Tunisia              | Camerun Senegal                                |